# Rudi Berger (Sportfunktionär)
Rudi Eugen Berger (* 30. Oktober 1951; † 15. August 2007) war ein deutscher Tennisschiedsrichter und -funktionär.
Berger ließ sich zunächst zum Verwaltungswirt ausbilden. Eine Karriere als Tennisspieler musste er wegen Kniebeschwerden aufgeben. Von 1980 an war er regelmäßig als Schiedsrichter bei größeren Tennisturnieren im Einsatz. Nach dem Abschluss an der Men’s Tennis Council Officials School in Basel 1984 wurde er im Jahr 1987 als erster Deutscher Profischiedsrichter des Men’s Tennis Council (MTC). Auf der ATP Tour war er weltweit im Einsatz und leitete bei zahlreichen Turnieren Begegnungen.
Im Januar 2001 verabschiedete er sich vom Schiedsrichterstuhl, er wechselte ins Management des Münchner Tennisclubs MTTC Iphitos. Von Nikola Pilić übernahm er die Leitung der jährlich in der bayerischen Landeshauptstadt ausgetragenen BMW Open. Mit höheren Preisgeldern und der Verpflichtung namhafter Spieler gelang es ihm, das Turnier entscheidend aufzuwerten.
Am 28. Juli 2006 raste er mit seinem Wagen nach einem epileptischen Anfall in ein Münchner Café. Im Krankenhaus diagnostizierten die Ärzte einen Hirntumor, an dessen Folgen Berger am 15. August 2007 im Alter von 55 Jahren starb.
Ihm zu Ehren verleiht die DTSV (Deutsche Tennis-Schiedsrichter-Vereinigung) seit 2008 den Rudi-Berger-Award an verdiente deutsche Tennis-Offizielle.
| Personendaten    | Personendaten                                  |
| ---------------- | ---------------------------------------------- |
| NAME             | Berger, Rudi                                   |
| ALTERNATIVNAMEN  | Berger, Rudi Eugen                             |
| KURZBESCHREIBUNG | deutscher Tennisschiedsrichter und -funktionär |
| GEBURTSDATUM     | 30. Oktober 1951                               |
| STERBEDATUM      | 15. August 2007                                |